# Büro für Korruptionsverhütung und -bekämpfung
Das Büro für Korruptionsverhütung und -bekämpfung (KNAB, lettisch für Korupcijas novēršanas un apkarošanas birojs) ist eine lettische Anti-Korruptions-Behörde.

## Geschichte
Im Oktober 2000 wurde unter der Regierung von Andris Bērziņš eine Arbeitsgruppe ins Leben gerufen, die die Rahmenbedingungen für eine institutionalisierte Korruptionsbekämpfung in Lettland erarbeiten sollte. Im Oktober 2002 wurde durch die Saeima die gesetzliche Grundlage für die Einrichtung von KNAB geschaffen, im Februar 2003 konnte es seinen Betrieb aufnehmen.
Das Büro hat den Auftrag, gegen Korruption auf umfassende und mit anderen Behörden koordinierte Art und Weise vorzugehen. Dabei soll vorbeugend und erzieherisch vorgegangen werden, aber auch mit investigativen Mitteln eigene vorgerichtliche Untersuchungen vorgenommen werden. KNAB ist eine unabhängige öffentliche Verwaltungsbehörde unter der Überwachung des Regierungskabinetts. Die Überwachung wird durch den  Ministerpräsidenten wahrgenommen, beschränkt sich aber auf die Kontrolle der Rechtmäßigkeit der durchgeführten Maßnahmen. KNAB verfügt über Polizei-Befugnisse. Die Organisation hat etwa 140 Mitarbeitende.

## Tätigkeit
Bis Ende 2008 übergab KNAB 119 Kriminalfälle gegen 250 Personen an die Gerichte. 106 Personen wurden in Zusammenhang mit Korruption verurteilt. Unter den Verurteilten befanden sich hohe Beamte von Staat und Kommunen sowie Staatsanwälte, Richter und Polizeibeamte. Die Tätigkeit der KNAB führte zu Rücktritten von Politikern und Regierungen.

## Büroleiter
- Guntis Rutkis (2002 – 2003)
- Aleksejs Loskutovs (2003 – 29. Juni 2008)[3]
- Normunds Vilnītis (12. März 2009 – 16. Juni 2011)[4]
- Juta Strīķe (Juni 2011 – Oktober 2011)
- Jaroslavs Streļčenoks (2011 – 2016)
- Jēkabs Straume (seit 2017)[5]